# Masdevallia tovarensis
Masdevallia tovarensis är en orkidéart som beskrevs av Heinrich Gustav Reichenbach. Masdevallia tovarensis ingår i släktet Masdevallia och familjen orkidéer. Inga underarter finns listade i Catalogue of Life.

## Bildgalleri

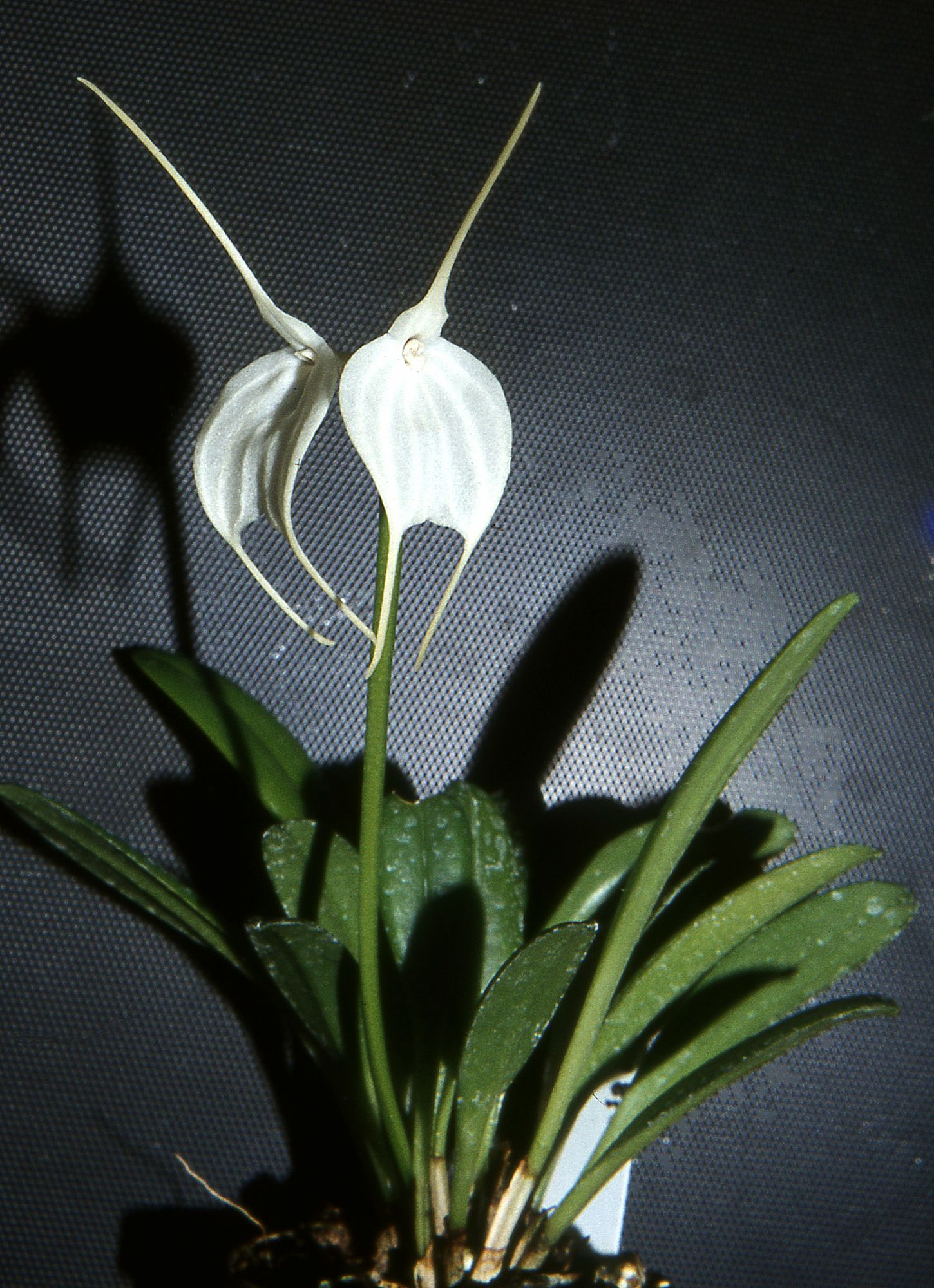
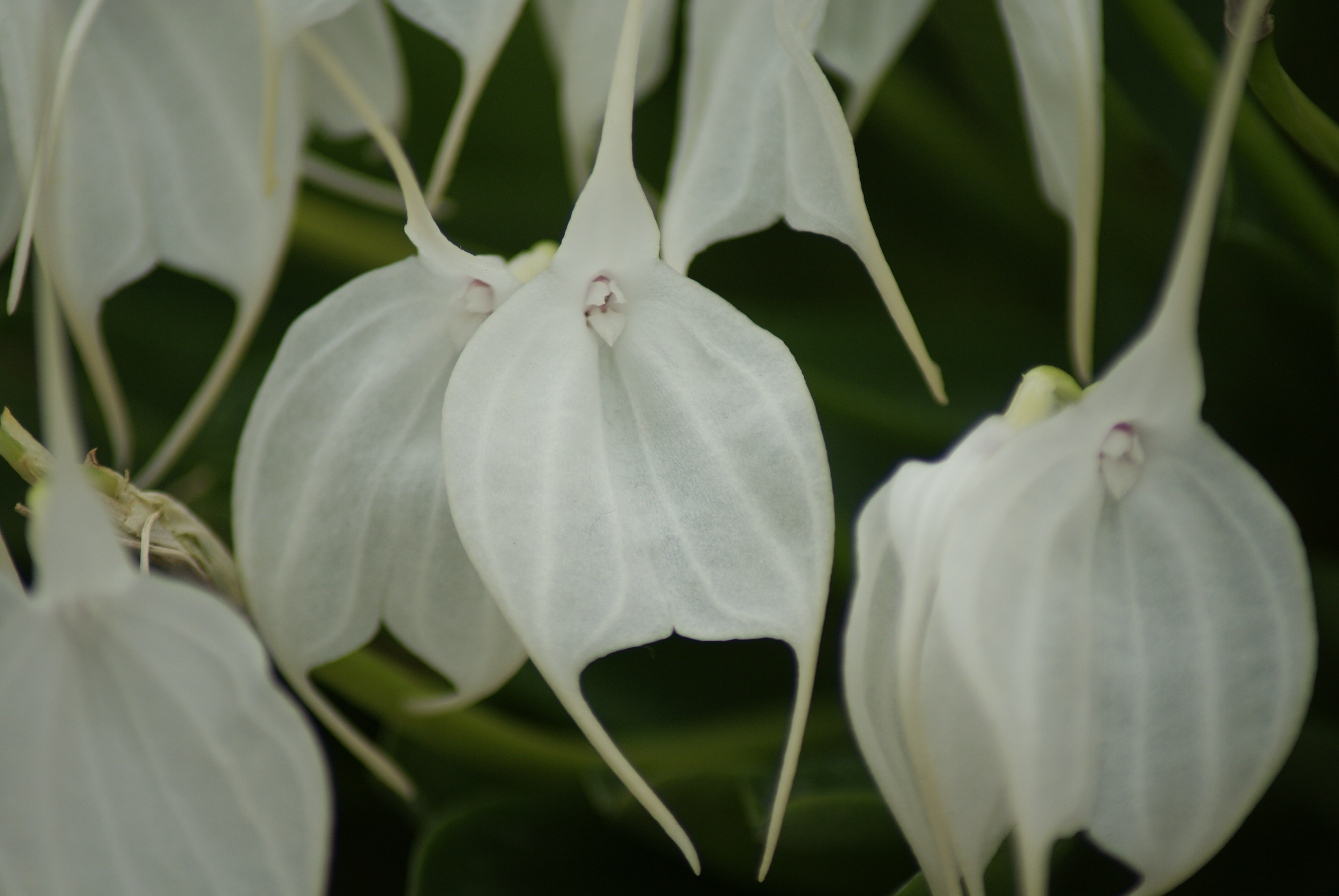
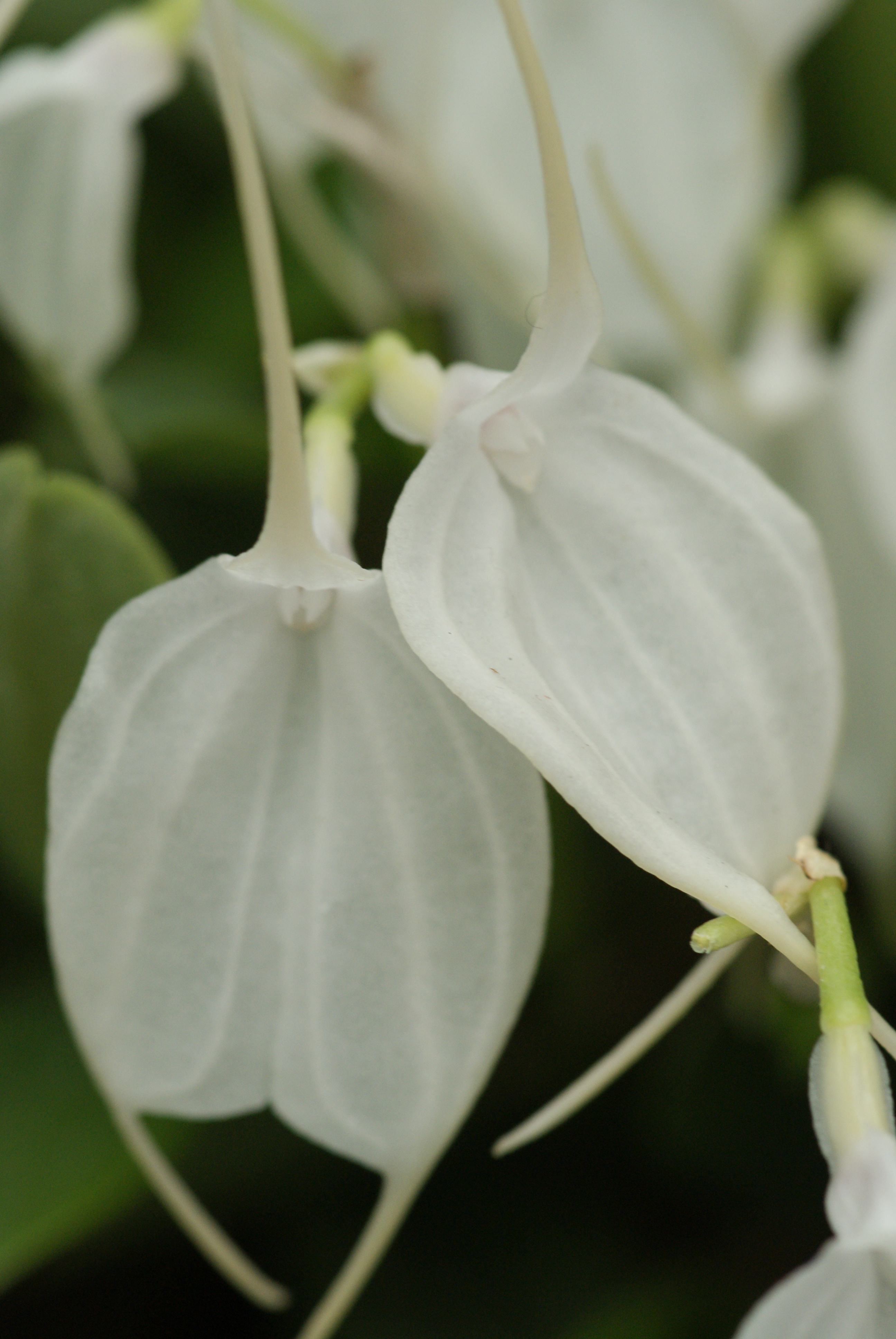
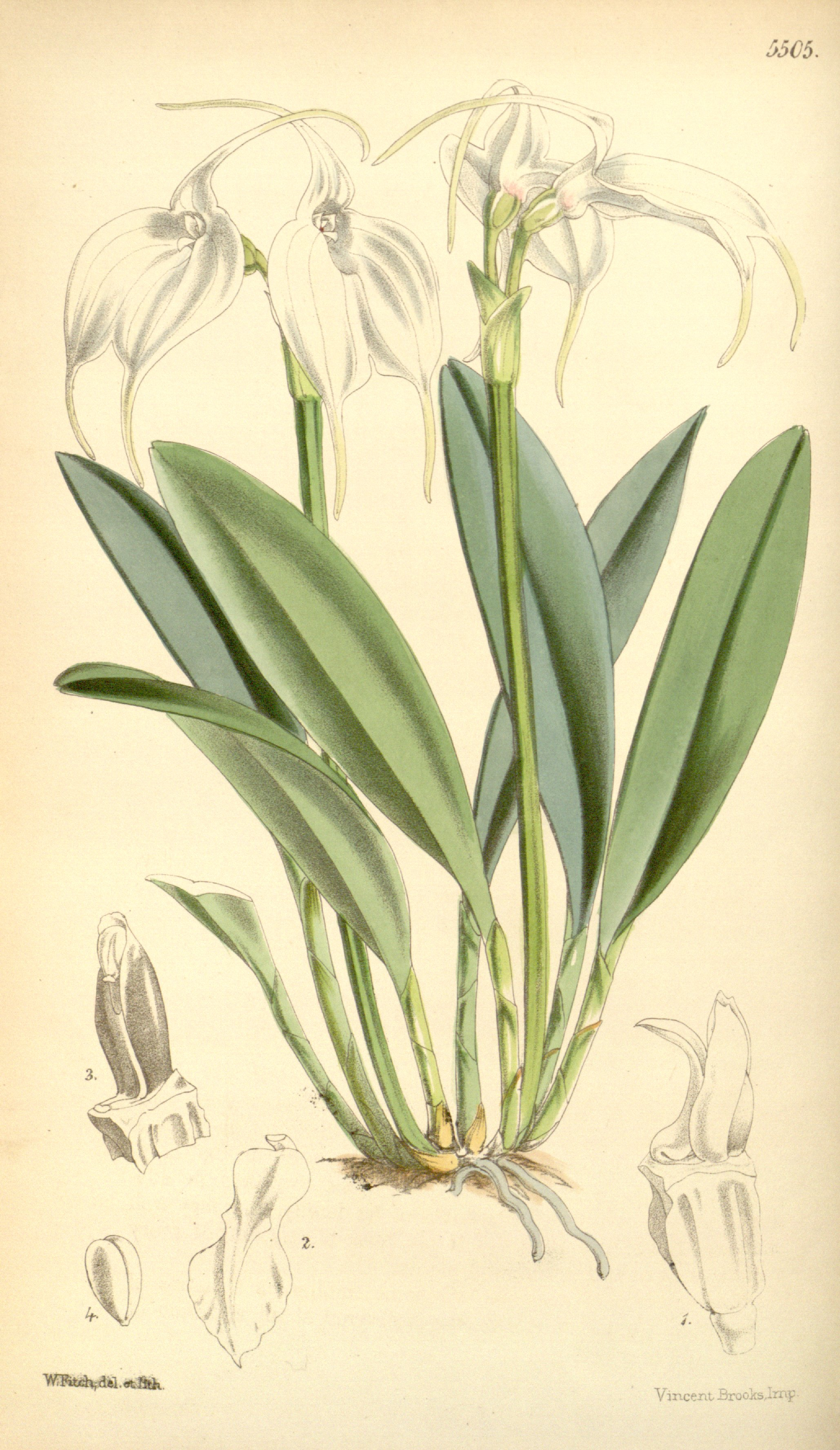
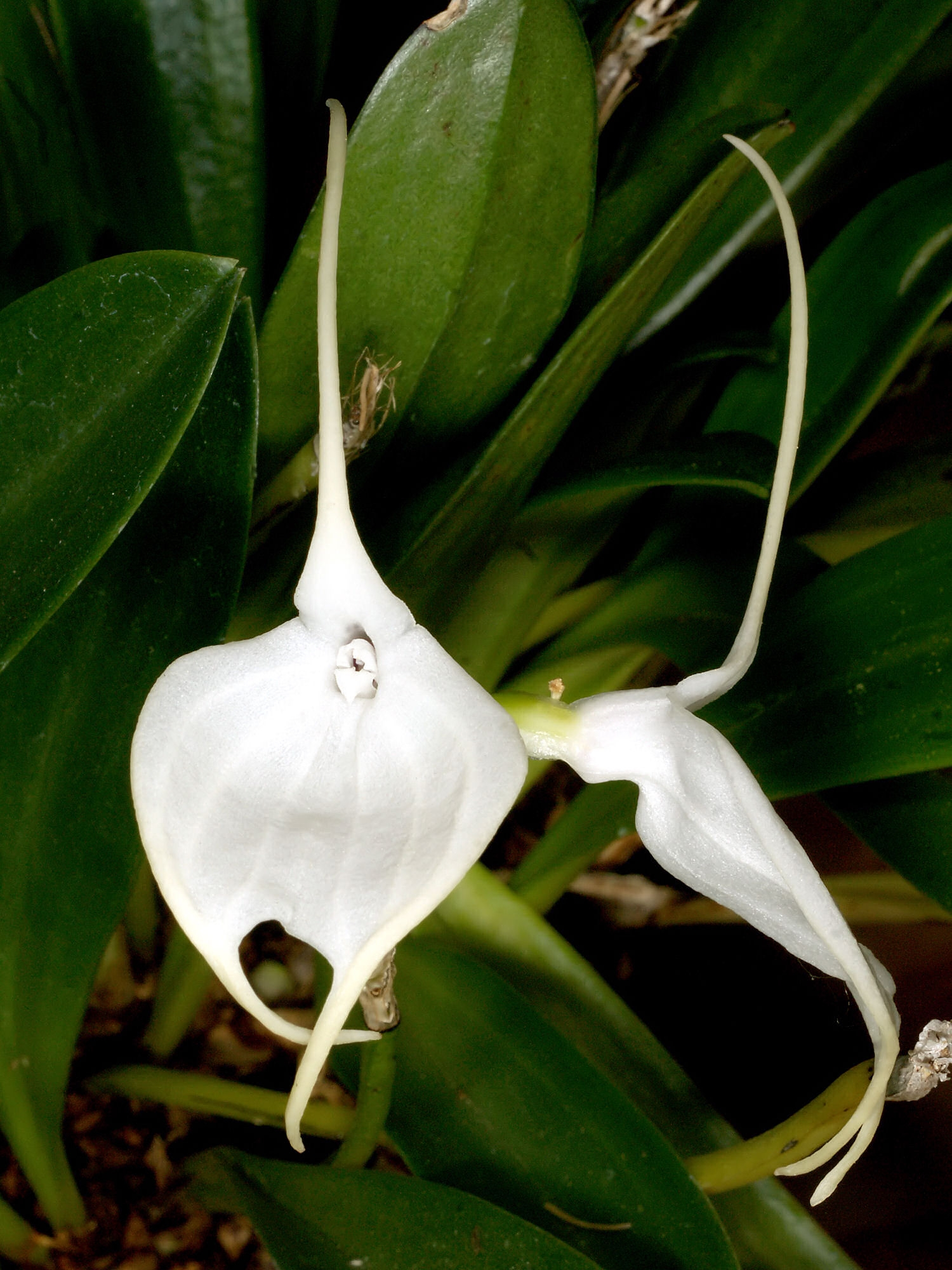
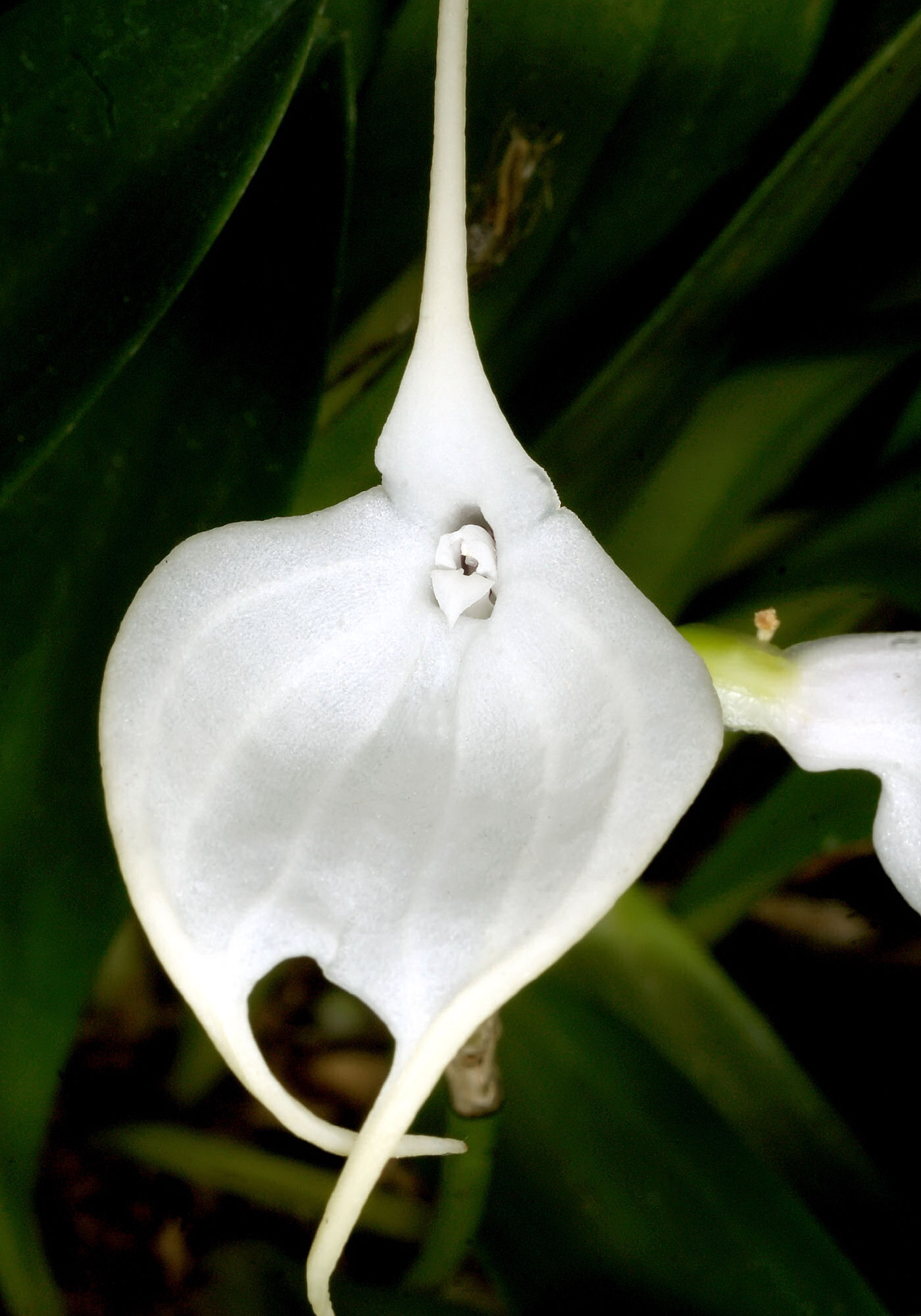